# Gniebel
Gniebel ist neben Rübgarten und Dörnach ein Ortsteil von Pliezhausen mit etwa 1.400 Einwohnern. Es liegt auf einer Anhöhe über dem Neckartal am Rand des Schönbuchs. Gniebel befindet sich im Landkreis Reutlingen und gehört zum Regierungsbezirk Tübingen in Baden-Württemberg.

## Geschichte

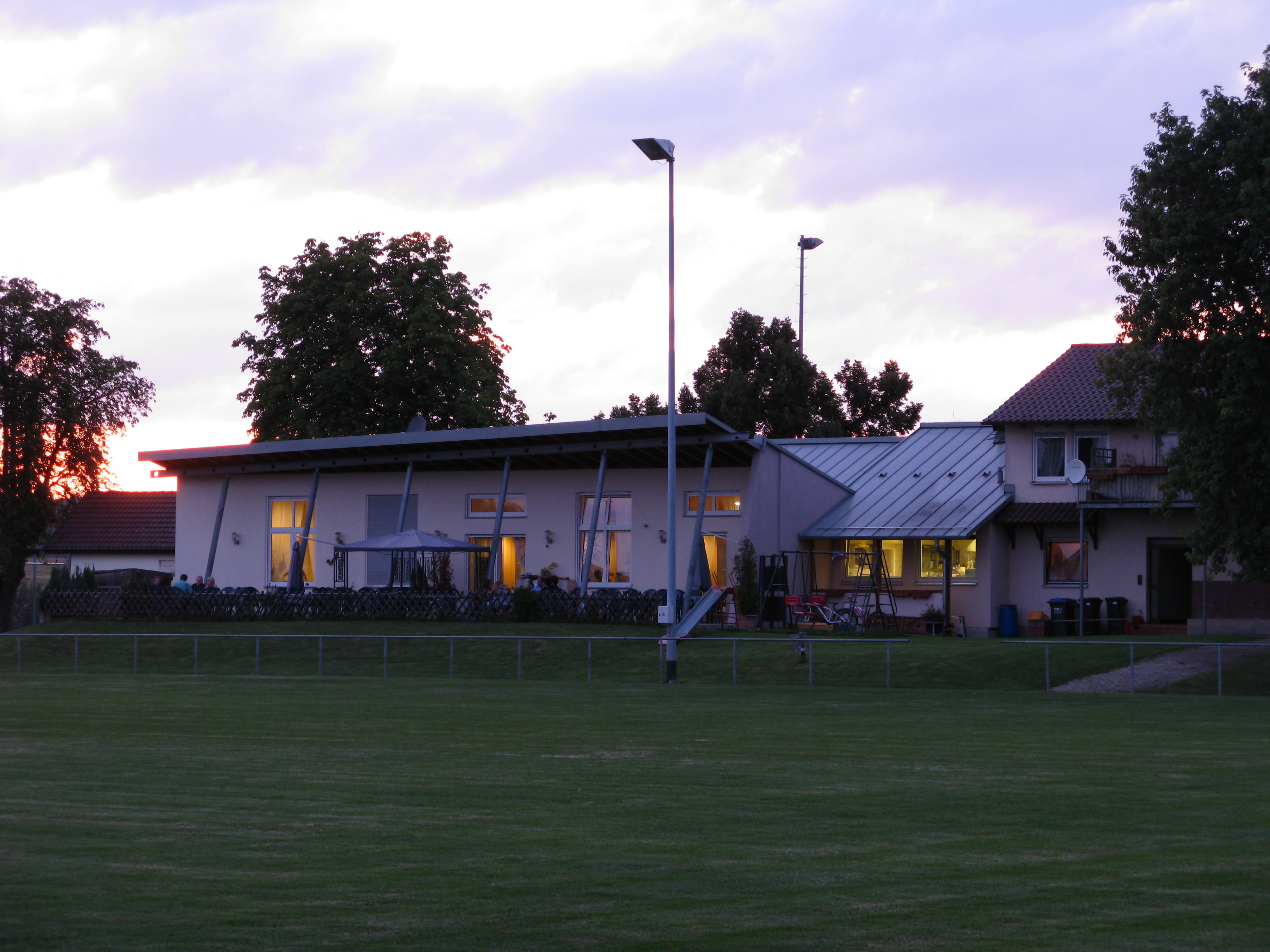
Das Sportheim am Gniebeler Sportplatz

Um 1300 wird ein „Konrad“, genannt „Gnibeler“, urkundlich erwähnt, der Lehen der Herren von Stöffeln im Bereich des heutigen Gniebels innehatte. Im 15. Jahrhundert gehörte der Weiler den Grafen von Zollern. Diese traten ihn 1473 an Württemberg ab. Ab diesem Zeitpunkt gehörte Gniebel zum Amt bzw. Oberamt Tübingen.
Kirchlich bildete Gniebel eine Filialgemeinde der Pfarrei Walddorf. Sie wurden beide gemeinsam reformiert und damit evangelisch. Seit 1873 bildet Gniebel zusammen mit Rübgarten eine gemeinschaftliche Pfarrei. Eine Kapelle wird 1464 erstmals erwähnt. Sie wurde 1559 durch die Fridolinskapelle in der Mitte des Ortes ersetzt. An ihr wurde 1842 eine Pfarrverweserei eingerichtet und 1873 eine Pfarrei. Die Kapelle wurde vermutlich zwischen 1466 und 1534 durch einen Neubau ersetzt, der dann immer wieder umgebaut und verändert und schließlich 1974 abgebrochen wurde. 1971/72 konnte der Wunsch der evangelischen Kirchengemeinde (Kirchenbezirk Tübingen) realisiert und die heutige Kirche in Zeltdach-Form durch das Architekturbüro Schaber aus Reutlingen erbaut werden. Die neue Kirche heißt Dreieinigkeitskirche und besitzt in der Beton-Rückwand ein Spitzbogenfenster mit Glasmalerei (Kreuzabnahme Jesu, Auferstehung) von Wolf-Dieter Kohler. Das Pfarramt Gniebel betreut auch die Kirchengemeinde Rübgarten.
Am 1. Dezember 1971 wurde Gniebel nach Pliezhausen eingemeindet.

## Kultur und Sehenswürdigkeiten
- Das alte Backhaus vor einem Ensemble von Fachwerkhäusern in der Ortsmitte
- Das außergewöhnliche Bürogebäude des IT-Unternehmens Datagroup an der Ausfahrt der B 27 entstand im Jahr 1995. Der Entwurf des Architekturbüros Kauffmann, Theilig & Partner erhielt 1997 den Hugo-Häring-Preis. Der Grundriss bedient sich der Kreisform, das Prinzip des Glasdachs entspricht der Dachkonstruktion des Münchner Olympiastadions.

## Verkehr
Die zwischen Tübingen im Süden und Stuttgart im Norden autobahnähnlich ausgebaute B 27 führt in unmittelbarer Nachbarschaft an Gniebel vorbei, so dass der Flughafen und die Neue Messe Stuttgart gut erreichbar sind.
Der Öffentliche Nahverkehr wird durch den Verkehrsverbund Neckar-Alb-Donau (Naldo) gewährleistet. Die Gemeinde befindet sich in der Wabe 220. Pliezhausen, Gniebel und Rübgarten sind durch die Buslinien 1 und 3 der Reutlinger Stadtverkehrsgesellschaft an Reutlingen angebunden. An drei Haltestellen in Pliezhausen und Gniebel hält außerdem seit 2003 der Flughafenzubringerbus eXpresso, der auch S-Bahn-Haltestellen im VVS anfährt. In Dörnach verkehren lediglich die Linien 33 und 105.

## Söhne und Töchter des Ortes
- Pauline Krone (1859–1945), Schriftstellerin und Philanthropin in Bötzingen und Tübingen.
- Siegfried Hermelink (1914–1975), Professor für Musikwissenschaft und Universitätsmusikdirektor in Heidelberg.